# Die Weibchen
Die Weibchen (en alemany Les femelles) és una pel·lícula de terror franco-italialana-alemanya de 1970 dirigida per Zbyněk Brynych. El repartiment femení internacional compta amb el suport d'Uschi Glas, Pascale Petit, Françoise Fabian i Irina Demick.

## Acció
L'atractiva Eve, de 24 anys, està esgotada i a punt d'una crisi nerviosa. Per consell del seu metge, viatja a Bad Marein per una cura de sis setmanes, on la Doctora Barbara aten pacients "seleccionats", principalment dones. També hi ha l'Adam, un jardiner altíssim i sense dents, amb la cara desfigurada per una llarga cicatriu. Un dia, l'Eve s'horroritza al descobrir que les dones del balneari només utilitzen els cavallers presents per a les seves aventures sexuals, matant-los com una mantis religiosa o una vídua negra després de fer l'amor.
El viatge de terror d'Eve comença un dia quan descobreix un home dins d'un armari amb un ganivet clavat a l'esquena que formava part d'un grup de tres playboys. A partir d'ara vol arribar al fons dels esdeveniments extremadament estranys com un detectiu i advertir als homes desprevinguts restants sobre les dones "devoradores d'homes", però ningú la creu. Fins i tot quan la policia hi envia un detectiu més aviat lacònic i habitualment borratxo que assumeix els assassinats amb només un compromís mediocre ("Tinc tres assassinats al dia, han d'esperar el seu torn"), les coses no canvien. A mesura que avança la història, sembla com si l'emancipació hagués evocat la bèstia en la dona...

## Repartiment
- Uschi Glas: Eva
- Irina Demick: Anna
- Pascale Petit: Miriam
- Françoise Fabian: Astrid
- Giorgio Ardisson: Tommy
- Alain Noury: Johnny
- Gisela Fischer: Dr. barbara
- Anne-Marie Kuster: Dolly
- Judy Winter: Olga
- Tanja Gruber: Xènia
- Ruth Eder: Yvonne
- Brigitte Graf: Babette
- Klaus Dahlen: Leo
- Kurt Zips: Olaf
- Hans Korte: Comissari
- Fred Coplan: Adam el jardiner
- Karin Heske: nouvinguda
- Annemarie Wendl: passatgers del tren

## Producció
La pel·lícula es va rodar a Františkovy Lázně (plans a l'aire lliure) i Múnic (escenes d'estudi). Es va estrenar el 22 de desembre de 1970 a Alemanya.
Erwin Gitt va ser l'encarregat de la producció, la direcció artística va venir de Wolf Englert i Bruno Monden. Sigi Rothemund va assistir al director Brynych, Inge Ege-Grützner va ser responsable del vestuari, Milan Bor del so. Charly Steinberger va fer moltes fotos des de perspectives de càmera inusuals (preferiblement des de l'angle de la càmera ull de peix).
Uschi Glas va estar contenta d'haver pogut encarnar un nou tipus de dona en aquesta pel·lícula per primera vegada i interpretar una "bella transformació". Al mateix temps, lamentava que la pel·lícula no tingués mai un gran èxit.

## Crítiques
| «              | Una fantasia de terror boja conduïda al deliri per la càmera giratòria. | » |
| — filmblatt.de |                                                                         |   |

| «                     | Una coproducció assassina alemanya, italiana i francesa. | » |
| — Berliner Morgenpost |                                                          |   |

| «                                   | Intent fallit de sàtira; només destinat a efectes d'espectacle, avorrit i ridícul. | » |
| — Lexikon des internationales films |                                                                                    |   |